# Cyclyrius webbianus
La manto de Canarias (Cyclyrius webbianus, ahora considerado Leptotes webbianus) es una especie de mariposa de la familia Lycaenidae endémica de las islas Canarias. 

## Distribución
Aparece en las islas de Gran Canaria, Tenerife, La Palma, La Gomera, y El Hierro. Generalmente se encuentra entre 200 y 2.500 m, aunque se ha registrado cerca de la cumbre del Teide en Tenerife a 3500 m.

## Descripción

### Huevos
De color blanco puro, se torna verdoso según se aproxima la eclosión de la larva, cosa que ocurre a los 6 o 7 días de la puesta.

### Oruga
Al nacer la oruga es blanco-amarillenta y mide unos 2,5 mm, con setas muy finas en el dorso y los laterales. Durante sus tres mudas pasan de este color a otro amarillo, para finalmente tornarse verdosas con la parte dorsal puntedada de blanco y negro dibujando líneas oblicuas paralelas entre sí. Alcanzan los 10-12 mm antes de convertirse en crisálida.

### Crisálida
De consistencia débil y de 8 a 10 mm. De color verde claro o pardo-rojizo. La duración media antes de avivamiento es de 12 días.

### Adultos
Esta especie presenta un acusado dimorfismo sexual. 
El macho presenta unas alas de fondo pardo amarillento, casi totalmente tapado por reflejos azulados y violáceos que se hacen más intensos hacia la base, quedando una franja parda en el borde externo tanto en las alas anteriores como en las posteriores. El reverso presenta una coloración más marcada. Las alas anteriores presentan coloración pardo-rojiza con fondo casi leonado, con una mancha blanquecina paralela al borde externo y con la franje externa coloreada de gris. Las alas posteriores son pardo-grisáceas y cinco pequeños ocelos. Su envergadura es de 2,5 a 3 cm.
La hembra presenta una coloración similar al macho en el reverso de las alas, pero en el anverso presenta una coloración parda con reflejos rojizos, existiendo sólo alguna scama azul en la base de las alas. Su envergadura es de 2 a 2,5 cm.

## Comportamiento
Los machos adultos son más abundantes a primera hora de la mañana, acudiendo a libar a las retamas (Spartocytisus supranubius) y codesos (Adenocarpus viscosus). Las hembras se van haciendo más numerosas según avanza la mañana. Presentan un vuelo rápido e intranquilo.

## Plantas nutricias
Las larvas se alimentan de muchas especies de plantas, tales como Cytisus canariensis, Spartocytisus rubigenus, Lotus sessilifolius, Lotus hillebrandii, Lotus glaucus, Adenocarpus viscosus y Teline stenopetala.